# دنیای اژدها
دنیای اژدها (انگلیسی: Dragonworld) فیلمی در ژانر فانتزی است که در سال ۱۹۹۴ منتشر شد. از بازیگران آن می‌توان به کورتلند مید و بریتنی پاول اشاره کرد.